# Tan Wee Kiong
Tan Wee Kiong (陈炜强S, chén wěi qiángP; Johor, 21 maggio 1989) è un giocatore di badminton malese, vincitore della medaglia d'argento nel doppio a Rio de Janeiro 2016.

## Palmarès
- Giochi olimpici

Rio de Janeiro 2016: argento nel doppio.
- Giochi asiatici

Incheon 2014: bronzo nel doppio e a squadre.
- Giochi del Commonwealth

Glasgow 2014: oro nel doppio maschile e a squadre miste.
- Giochi del Sud-est asiatico

Singapore 2015: bronzo a squadre.